# Cambala doriae
Cambala doriae är en mångfotingart som beskrevs av Pocock 1893. Cambala doriae ingår i släktet Cambala och familjen Cambalidae. Inga underarter finns listade i Catalogue of Life.